# Соколова, Мария Александровна
 Мари́я Алекса́ндровна Соколо́ва (род. 10 [23] марта 1894, Вологда — 24 марта 1970, Ленинград) — советский лингвист, специалист по истории русского языка. Доктор филологических наук (1953), профессор филологического факультета Ленинградского университета.

## Биография
Родилась в г. Вологде в семье члена окружного суда.
В 1912 году с золотой медалью окончила женскую гимназию в Якутске. В 1913—1917 гг. была преподавателем в гимназии Якутска. В 1917—1922 гг. училась на славяно-русском отделении историко-филологического факультета Томского университета, под руководством С. П. Обнорского защитила дипломную работу о языке «Повести об Акире Премудром».
В связи с закрытием факультета в 1922 году М. А. Соколова была командирована Главпрофобром в Институт литературы и языков Запада и Востока при Петроградском университете. С 1923 года продолжила научную деятельность, будучи внештатным аспирантом. В 1927 году окончила аспирантуру, защитив работу о языке Архангельского евангелия 1092 года под руководством С. П. Обнорского. С 1928 года работала в группе Орфографического словаря.
С 1930 по 1937 год работала на кафедре русского языка в ЛИФЛИ. Вела курсы современного русского языка, истории русского языка, старославянского языка. Одновременно начала преподавать русский язык в ЛГУ, Институте народов Севера, Институте Красной профессуры, Институте подготовки кадров при Комакадемии. В 1937 году получила звание доцента филологического факультета ЛГУ, работала заведующим кафедрой русского языка. В 1938 году решением совета МИФЛИ ей присуждена степень кандидата филологических наук без защиты диссертации. Рукопись начатой в это время монографии, посвящённой морфологическим особенностям Лаврентьевской летописи, погибла в Ленинграде в годы войны.
В 1941—1945 гг. М. А. Соколова находилась в эвакуации в Саратове.
В 1945—1949 гг. работала старшим научным сотрудником ИРЯ, а в 1949 году поступила в докторантуру института. В 1953 году защитила докторскую диссертацию на тему «Изучение языка Домостроя и подлинных творений Сильвестра. Синтаксис, лексика, фразеология памятников бытового и делового языка XVI в.».
До конца жизни работала профессором ЛГУ.

## Основные публикации
- Соколова М. А. Очерки по языку деловых памятников XVI в.. — Л.: ЛГУ, 1957. — 191 с.
- Соколова М. А. Очерки по исторической грамматике. — Л.: ЛГУ, 1962. — 312 с.
- Соколова М. А. К вопросу о славянизмах // Поэтика и стилистика русской литературы. — Л., 1971. — С. 337—343.